# Attaque de 1986 de l'ambassade soviétique à Lima
L'attaque de 1986 de l'ambassade soviétique à Lima est une attaque terroriste survenue le 7 juillet 1986 contre la résidence officielle de la délégation de l'URSS au Pérou. L'attaque n'a entraîné la mort d'aucun citoyen soviétique, tuant un terroriste.

## Contexte
Après que le gouvernement socialiste du Pérou et l'Union soviétique ont établi des relations en 1969, cette dernière a ouvert une ambassade dans le district de San Isidro.
Le groupe terroriste Sentier lumineux avait déjà perpétré des incidents devant l'ambassade soviétique pendant des années, principalement en raison de divergences idéologiques dans le spectre de gauche. Un tel exemple s'est produit l'année précédente, alors que les ambassades soviétique, américaine et chinoise ont été attaquées de la même manière.

## Attaque
L'attaque a commencé par une série de fusillades de masse devant l'ambassade soviétique à Lima. Parmi le chaos causé par l'attaque initiale, l'un des tireurs a réussi à pénétrer à l'intérieur de la résidence soviétique où il a tenté de faire exploser une bombe qu'il transportait avec lui, l'explosion de l'attaque n'a pas fait de morts au-delà du kamikaze lui-même.
Les assaillants qui ont survécu et voyant que leur plan a échoué, se sont enfuis aux abords de l'ambassade, dans l'un des faubourgs proches de la résidence, deux policières ont capturé les assaillants après un échange de coups de feu.

## Conséquences
Le groupe terroriste Sentier lumineux a été accusé d'être responsable de l'attaque, ou alternativement, un groupe de sympathisants. La position officielle du Sentier Lumineux sur l'URSS était connue pour être négative, déclarant que l'État socialiste était un "ennemi" de sa cause de lutte.
Le ministère soviétique des Affaires étrangères s'est rendu au Pérou, représenté par le vice-ministre Viktor Komplektov, qui à son tour représentait le gouvernement de Mikhaïl Gorbatchev, et a rapporté que le président péruvien de l'époque, Alan García, avait reçu le soutien soviétique dans sa guerre contre le Sentier lumineux.